# 苗場山

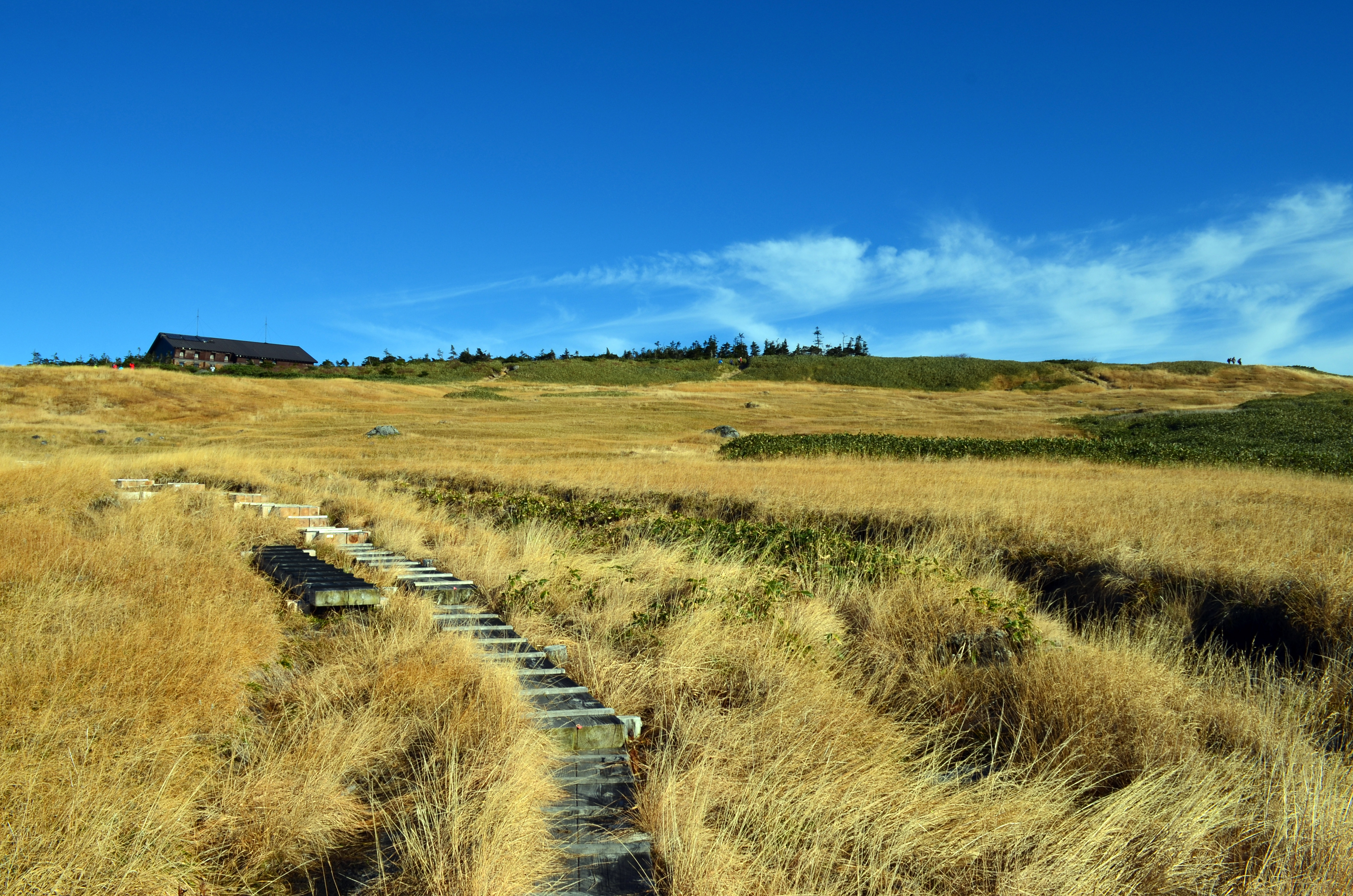
苗場山の広大な山頂
左に見える建物は苗場山自然体験交流センター。画面中央の針葉樹林の中に苗場山山頂の三角点がある

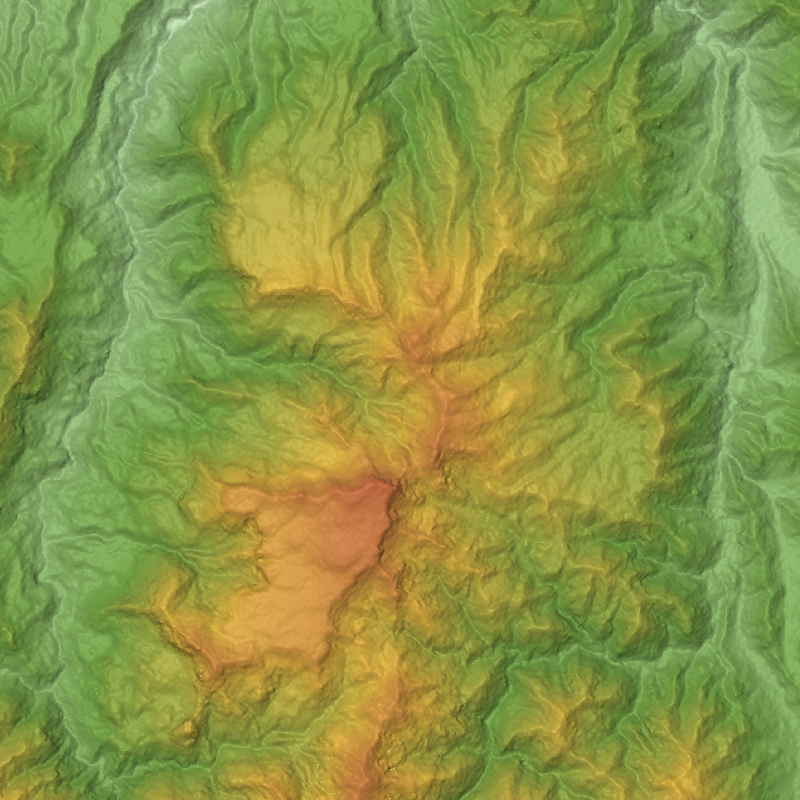
苗場火山の地形図

苗場山（なえばさん）は、新潟県南部（南魚沼郡湯沢町、中魚沼郡津南町）と長野県北東部（下水内郡栄村）の県境（信越国境）に位置する標高2,145メートルの火山。日本百名山、日本二百名山、日本三百名山、花の百名山、一等三角点百名山、越後百山、新潟100名山、信州百名山の一つ。上信越高原国立公園に属し、大部分が特別保護地区に指定されている。

## 概要
苗場山は主として安山岩質の溶岩・火砕岩からなる成層火山。大きく4つの噴出時期があり、現在の山体はおよそ30万年前の第4期に形成された。北方稜線の神楽ヶ峰・霧ノ塔・日蔭山は外輪山になっており、その西側は硫黄川による侵食カルデラである。山頂（最高点）から南西方向に向かって頂上部全体が緩やかに傾斜した平坦面（溶岩台地）になっており、中津川・清津川の浸食作用によって絶壁上になった外周部分と併せて一種のテーブルマウンテンのような山容をしている。深田久弥は『日本百名山』において、その姿を「クジラの背のような膨大な図体」と形容している。山頂部の平坦面は約600ヘクタール（東京ドーム約130個分）の広さがあり、高層湿原が形成され、大小の池塘が点在している。池塘にミヤマホタルイやヤチスゲが苗のように繁って苗代田のような外観を呈していることから山名を「苗場山」としたとの説があるほか、古くは地震のことを「ナイ（なゐ）」と云い、古人は地震がこの山から起こると想像したための付名との説もある。民間の間で広くから稲作の守り神としての信仰を集め、山頂一帯には伊米神社や苗場神社の他、石仏や石塔など様々な祠が祀られている。長野県側では幕山（まくやま）と呼んだが、明治期以降に現在の名称に統一された。上信越自然歩道および信越トレイルのコースの一部。
北東側の神楽ヶ峰の山麓には、1977年開業のかぐらスキー場（みつまたエリアは1970年、田代エリアは1983年開業）がある。なお山の名前を冠した苗場スキー場は苗場山の山麓ではなく、清津川を挟んで南東方向にある筍山の山麓にあり、ドラゴンドラによって繋がれている。西側の山麓、中津川に沿った峡谷には秘境・秋山郷が、南側山麓の清津川上流部の山間には秘湯・赤湯温泉がある。西麓および北麓エリアを中心に、苗場山麓ジオパークが整備されている。
開山は明らかではないが、近世では嘉永元年（1848年）に勇道坊一心を自称する行者が苗場山中の七つの社の勧進のため「苗場山縁起」をしたためている。その際の七社は保食神（稲成明神）、天児屋根命（春日明神）、大己貴尊（大国主命）、我勝之命（毘沙門天）、猿田彦（大歳明神）、天鈿女命（厳島神社）、事代主命（恵比寿神）で、天平年間に祀られたとして、また薬師七如来瑠璃光の霊地であるとしている。同縁起によれば、修験の道は大同元年霊雲上人によって開かれたとしている。
山中に木曽義仲の屋敷跡があったと伝わる「木曽屋敷」という地名が伊米神社の里社所蔵の絵図に記されている。
近代では、1930年（昭和5年）に山頂の新潟県側に地元の修験者によって伊米神社の奥の院を改修し宿坊とした山小屋「遊仙閣」（2008年シーズンを最後に営業休止）が作られた他、上越線開業直後の1931年（昭和6年）に慈恵医大が稲荷清水付近に宮大工の和田喜太郎の協力で慈恵大ヒュッテを創建し、その隣に一般人も利用が可能な和田ヒュッテ（初代和田小屋・現在かぐらスキー場にある和田小屋は2代目）が作られた。

### 山頂の湿地帯
山頂付近の湿地帯は環境省の日本の重要湿地500に選ばれており、第1基準で高層湿原および雪田草原に指定されている。選定理由として挙げられている植生は『ヌマガヤ群落、イワイチョウ-ショウジョウスゲ群落、ヤチスゲ群落、ミヤマホタルイ群落など』となっている。
この山頂部湿地帯は高層湿原および雪田草原と類される一方で、植生は貧養ではあるものの、先出のとおりカヤツリグサ科の多年草が主体で、ほかナエバキスミレ、トキソウなど、日当たりの良い原野や湿地に生える草本が繁茂しており、また泥炭層も0.3-1.0メートル程度と云われているなど薄く、湿原部分は高層化の途上にある中層湿原、あるいは湿原ではない原野や単なる湿地が主体と云える。

### 神楽ヶ峰
神楽ヶ峰（かぐらみね）は苗場山の北東にある標高2,029.6メートルの山。苗場山との鞍部はお花畑となっている。名前は苗場山をご神体に見立てて神楽を舞ったことによるという説がある他、神のいる場所=神の座（くら）の意であるとする説もある。

### 霧ノ塔
霧ノ塔（きりのとう）は神楽ヶ峰の北にある標高1,994メートルの山。

### 小松原湿原
小松原湿原（こまつばらしつげん）は日蔭山の北側にある高層湿原。標高1,339メートルの下ノ代、1,510メートルの中ノ代、1,565メートルの上ノ代に分かれている。名前は平重盛の別名・小松少将の伝説にちなむ。
旧中里村から秋山郷一体にかけて平家の落人伝説があり、平氏の一族の屋敷があったという伝説が存在する。代はシロ=城のことであり、かつては中ノ屋敷、上ノ屋敷と呼んだとされる。
湯沢側ではこの一帯は木曽義仲の伝説を伴って木曽屋敷と呼ばれている。
津南町の大場林道からのルートと見倉からのルート、湯沢町の祓川ルート上の分岐からのルートがある。日本の重要湿地500。新・花の百名山。

### 竜岩窟
竜岩窟（りゅうがんくつ）は棒沢沿いのどこかにあると言われる洞窟。

### 赤倉山
赤倉山（あかくらやま）は苗場山の南にある標高1,938.5メートルの山。

### 鉢巻峠
鉢巻峠（はちまきとうげ）は湯沢町大字三俣の峠。

### 祓川
祓川（はらいかわ）は清津川の支流の一つ。名前は山の神域に入る前にここで身を清めるための川であることによる。

### 伊米神社
伊米神社（いめじんじゃ）は山頂に奥の院が存在する神社。延喜式神名帳に記されており、新潟県小千谷市（伊米神社八幡宮）と湯沢町三俣に里宮がある。三俣では7月12日が祭礼で、7月第1週に山開きが行われる。
口伝では、建久・正治の頃に平氏の残党撤退に際し木六（南魚沼市）にあった伊米神社を火し、この山に遷座させて潜匿させたもので、現在の里の二社は分社されたものという（『南魚沼郡誌』）。

### 苗場神社
苗場神社（なえばじんじゃ）は長野県栄村にある神社。6月1日が山開き。苗場山、鳥甲山、佐武流山を合わせて「秋山三山」と称する。

## 登山道
周辺の宿泊施設は山頂部長野県側の「自然体験交流センター（山頂ヒュッテ）」（管理：苗場山観光株式会社）と、祓川ルート5合目の「和田小屋」（管理：プリンスホテルグループ かぐらスキー場みつまたステーション）、赤湯温泉の「山口館」がある。
山頂付近は分岐が多く、夏頃まで残雪が残るため道迷いに注意が必要。

### 北東麓（神楽ヶ峰）より
祓川ルート
湯沢町三俣地区からかぐらスキー場を通り神楽ヶ峰を越えて山頂に至る約4時間のコース。新潟県側のメインルートで、登山口になっている町営駐車場の先の５合目（標高1,380メートル）には、浴場やトイレ（温水洗浄便座）といった設備の整った和田小屋があり、登山のほかにも渓流釣りや高山植物の鑑賞目的で訪れる人もいる。林道の途中にゲートがあり、共有林組合によって管理人が置かれている。バスは無く、アクセスはタクシーかマイカーに限られる。
水場は和田小屋と、お花畑の手前の「雷清水（かんなりしみず）」がある。
頂上直前の「雲尾坂（くもおざか）」は遊仙閣を作った雲尾東岳の名にちなむ。
・下の芝（1703m）・中の芝（1880m）・上の芝（1950m）・小松原分岐・田代コース分岐・神楽ヶ峰（2029.6m）・雷清水・お花畑・雲尾坂・山頂
小松原ルート
小松原湿原から霧ノ塔・神楽ヶ峰を経由するコース。距離は長いが、美しい池塘群が広がる小松原湿原を楽しめる。避難小屋あり。

#### 田代ルート（2020年廃止）
苗場スキー場からドラゴンドラに乗り、かぐらスキー場田代エリア（田代スキー場）を通り神楽ヶ峰に至るコース。ドラゴンドラの開業以降に整備された。ドラゴンドラ営業期限定。

### 南麓（赤湯温泉）より
昌次新道
元橋バス停あるいは苗場スキー場付近から林道を通って清津川をさかのぼり、鷹ノ巣峠、赤湯温泉を経て昌次新道を登り山頂に至る。名前はルートを伐開した山口昌次（山口館の2代目）にちなむ。
赤倉山ルート
赤湯温泉から赤倉山を経由して山頂に至る。佐武流山からの縦走路も赤倉山を通る。大正時代に巡視林道として営林署により開かれたが、整備が届かず廃道になっていたところを遊仙閣管理人の高波菊男によって1978年に再伐開された。

### 西麓（秋山郷）より
小赤沢登山道
秋山郷・小赤沢地区からのコース。長野県側からのメインルートで約3時間。4合目と6合目に水場があるが、表流水。
登山口に近い小赤沢集落まで乗合タクシーの便がある他、車は3合目の駐車場まで入ることができる。
大赤沢新道（2020年廃止）
秋山郷・大赤沢地区からのコース。2020年をもって廃道となった旨、津南町から発表された。
和山登山道
秋山郷・和山地区からのコース。

## 登山史
山麓の村民や修験僧からは山岳信仰の対象として知られていたが、街道筋からはその山容を仰望できないため中世以前には殆ど文献に記されていない。
近世には1803年（享和3年）から1809年（文化6年）に編纂された『新編会津風土記』の巻之一百六・魚沼郡の部に「高山盛夏にも雪あり人跡稀なり」と記されている。
江戸後期の越後国魚沼郡塩沢の商人で、『北越雪譜』『秋山記行』等を著した文人でもある鈴木牧之は、1811年（文化8年）7月6日、苗場山に友人4人・従僕・人夫・案内人等同行12人と登頂した。その際の登頂記が「苗場山」の章として自著『北越雪譜』（二編・巻四）に収められている。ルートは三俣から神楽ヶ峰を経て山頂に至るものであった。紹介文において「越後第一の高山なり」と記した。
1815年（文化12年）成立の『越後野誌』には、「人煙絶たる深山なり。高くして嶺上四時雪あり、頂平にして小池あり」と記されている。
1825年（文政8年）成立の『耽奇漫録』八巻には、牧之からの便りを元に「苗場山真景」として紹介されている。
近代においては、修験者たちによって苗場講が作られ、現在も山中に見られる石塔等を残した。
明治の頃には、伊米神社の神主の関源三によってキハダ平（現在のみつまた第3ロマンスリフト乗り場～かぐらゴンドラ乗り場付近の平坦地）に住むものがおり、登山道の草刈りを行ったり、養育した杉の苗を目印がわりに植えたりする傍ら、神社の札を配るなど、講中の世話をしていたという。関は万屋の屋号で三俣細工・八木沢膳の杓子を販売しており、この販路を通じて苗場講が越後中に広まったという（出典ではこの人物を南蒲原郡今町の"苗場爺さん"としている）。
1930年4月には長岡スキー倶楽部代表の松木喜之七と酒井由郎・石塚英一・金山良平の4人によってスキーによる初登頂が行われた。1944年10月26日に松木がバシー海峡で、更に酒井も南洋で戦死した後、顕彰会によって三十三回忌を迎える1977年に神楽ヶ峰の上の芝付近の三角岩に顕彰碑が建てられた（碑文は生前二人と交流のあった駒形十吉による）。
1935年には日本山岳会会長の高頭式（高頭仁兵衛）によって山頂に大平晟を顕彰するレリーフが作られた。日本山岳会は他にも1940年に紀元2600年記念として鈴木牧之を顕彰した「天下之霊観」の碑を神楽ヶ峰ルート上に立てている。この碑は落雷あるいは積雪の重みによって倒れていたところを、日本山岳会越後支部の事業として1991年7月14日に再建されたが、その後再び倒伏した。1940年に作られたオリジナルの碑は湯沢町大字三俣の伊米神社に移設された。
近年では、かぐらスキー場周辺でのバックカントリー人気の高まりと比例して、冬山での遭難事故が相次いでいる。

## 年表
弥生時代 - 龍岩窟に土器が残される。
1811年（文化8年）7月6日 - 鈴木牧之が登頂。
1848年（嘉永元年） - 勇道坊一心が「苗場山縁起」を記す。
1880年（明治13年）9月9日 - 西脇国三郎が登頂。
1897年（明治30年）9月 - 高頭仁兵衛が登頂。
1904年（明治37年） - 中魚沼郡真人村の福原彦三郎が赤湯に湯屋を建てる。
1925年（大正14年）5月 - 深田久弥が上越南線・沼田より徒歩で三国峠を越え、赤湯ルートで登頂。
1930年（昭和5年）4月 - 長岡の松木喜之七と酒井由郎ら4人がスキーによる初登頂を行う。
同年 - 六日町快蔵院の雲尾東岳が遊仙閣を作る。
1931年（昭和6年） - 慈恵医大ヒュッテ（苗場山スキーヒュッテ）が作られる。
同年 - 二居村の富澤元吉と六日町の山口昌次により昌次新道が作られる。
同年 - 三俣村の小高ゆきが外の川小屋を作る。
1935年（昭和10年）3月17日 - 第1回苗場山10キロ滑降スキー競技会（現：苗場山滑降スキー競技大会）開催。
1947年（昭和22年）1月末 - 深田久弥がスキーで神楽ヶ峰に登頂。
1949年（昭和24年）9月7日 - 上信越高原国立公園に指定される。
1956年（昭和31年）3月21日 - 高松宮宣仁親王がスキーで神楽ヶ峰に登頂。
1960年（昭和35年）6月5日、吉野秀雄が三国峠から初夏の明るい日差しの中の苗場山を遠望し、「おしろいをぺったり塗ったように、光を持たぬ不思議な純白を呈していた」と記した。
1961年（昭和36年）12月 - 苗場国際スキー場（現：苗場スキー場）開業。
1964年（昭和39年）7月11日 - 慶應義塾大学ワンダーフォーゲル部遭難事故（過労心衰弱）。所属団体によって現地に碑が残されている。
1965年（昭和40年） - 苗場山頂ヒュッテ開業。
1970年（昭和45年）12月 - みつまた高原スキー場（現：かぐらスキー場みつまたエリア）開業。
1977年（昭和52年） - かぐらスキー場開業。
1978年（昭和53年） - 和田小屋（2代目）新築。
1982年（昭和57年）8月23日 - 浩宮徳仁親王が登頂（小赤沢ルート）。
1983年（昭和58年）12月 - 田代スキー場（現：かぐらスキー場田代エリア）開業。
1998年（平成10年） - 苗場山自然体験交流センター（苗場山頂ヒュッテの改築）開業。
2001年（平成13年） - ドラゴンドラ開業。
2009年（平成21年） - 遊仙閣休業。
2019年（令和元年）10月21日 - 田中陽希が登頂（グレートトラバース3）

## その他
津南町にある名水100選の竜ヶ窪は苗場山頂の風穴と通じているという伝説がある。
北越雪譜における山頂から富士山を目撃した記述の信憑性について山岳会で論争があったが、快晴の時に山頂ヒュッテ付近から白砂山の肩に僅かに望むことができる。ただし武田久吉は「雪の一握りを置くが如し」という記述については雲の誤認だろうとしている（『山と渓谷』昭和15年）。

## 参考画像

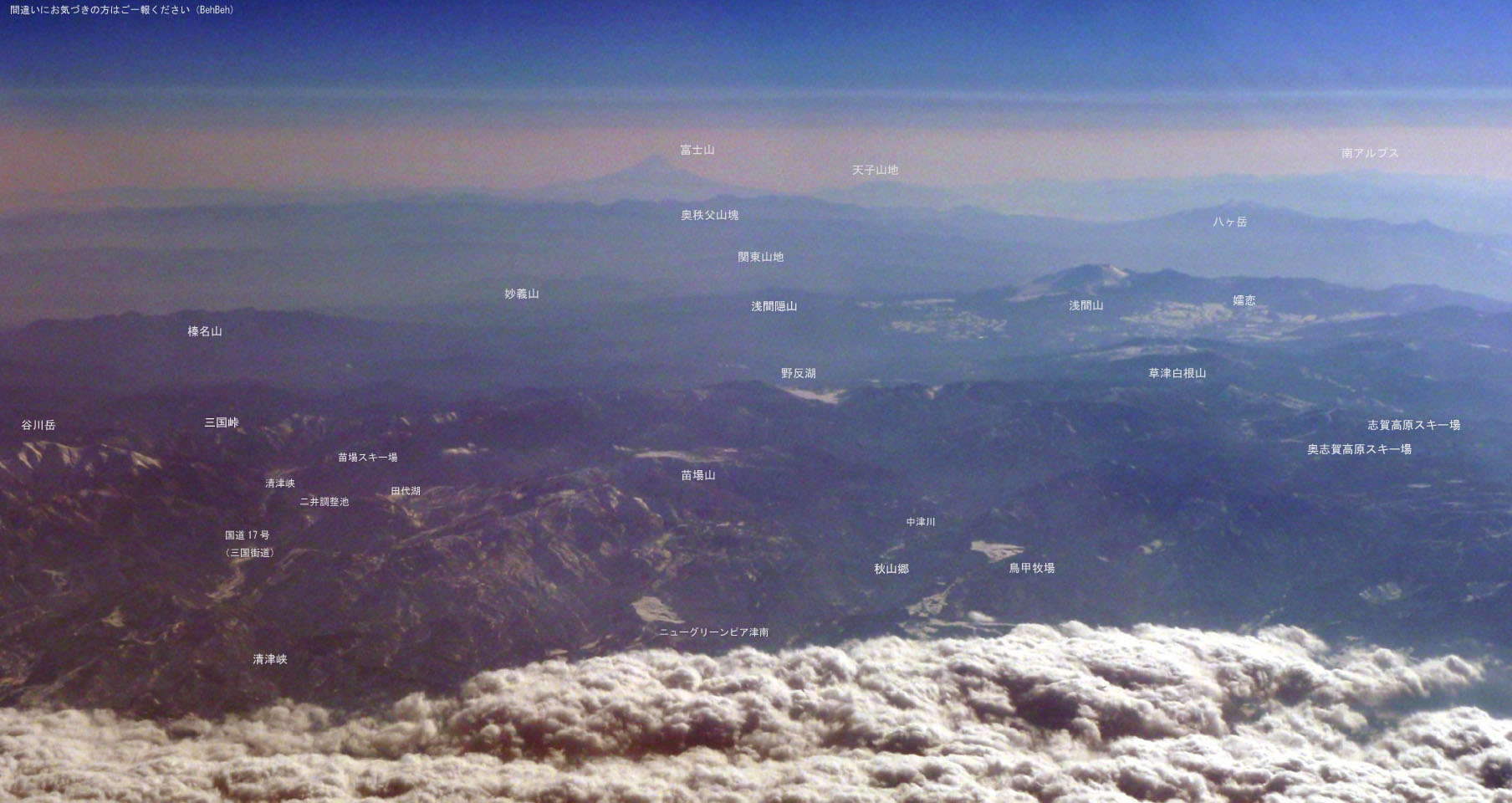
苗場山（中央）は写真のように山頂は広い平坦な湿原となり、苗場スキー場からはかなり離れている
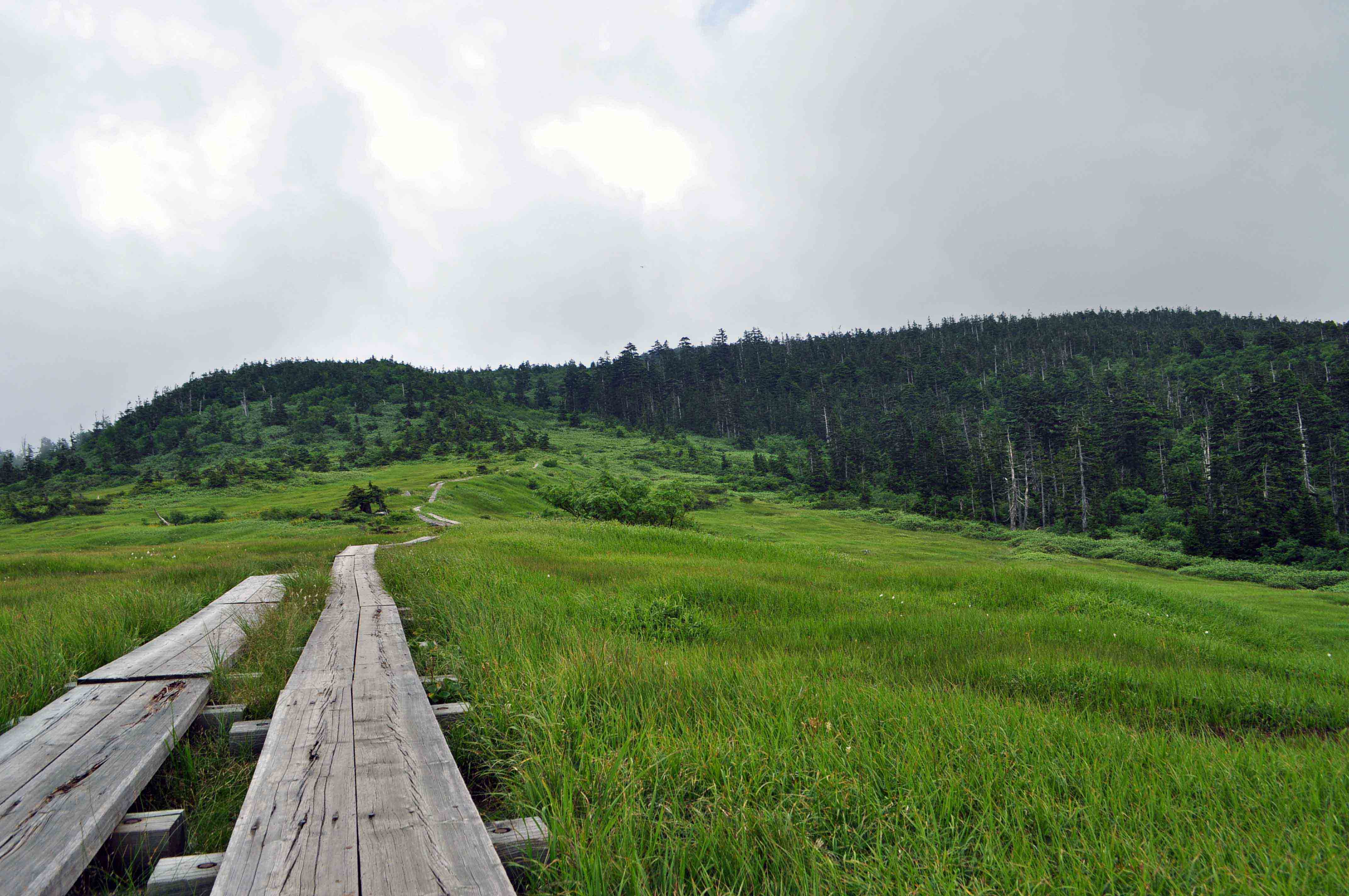
平坦な苗場山山頂部。小赤沢ルートの和山分岐より山頂方向を望む
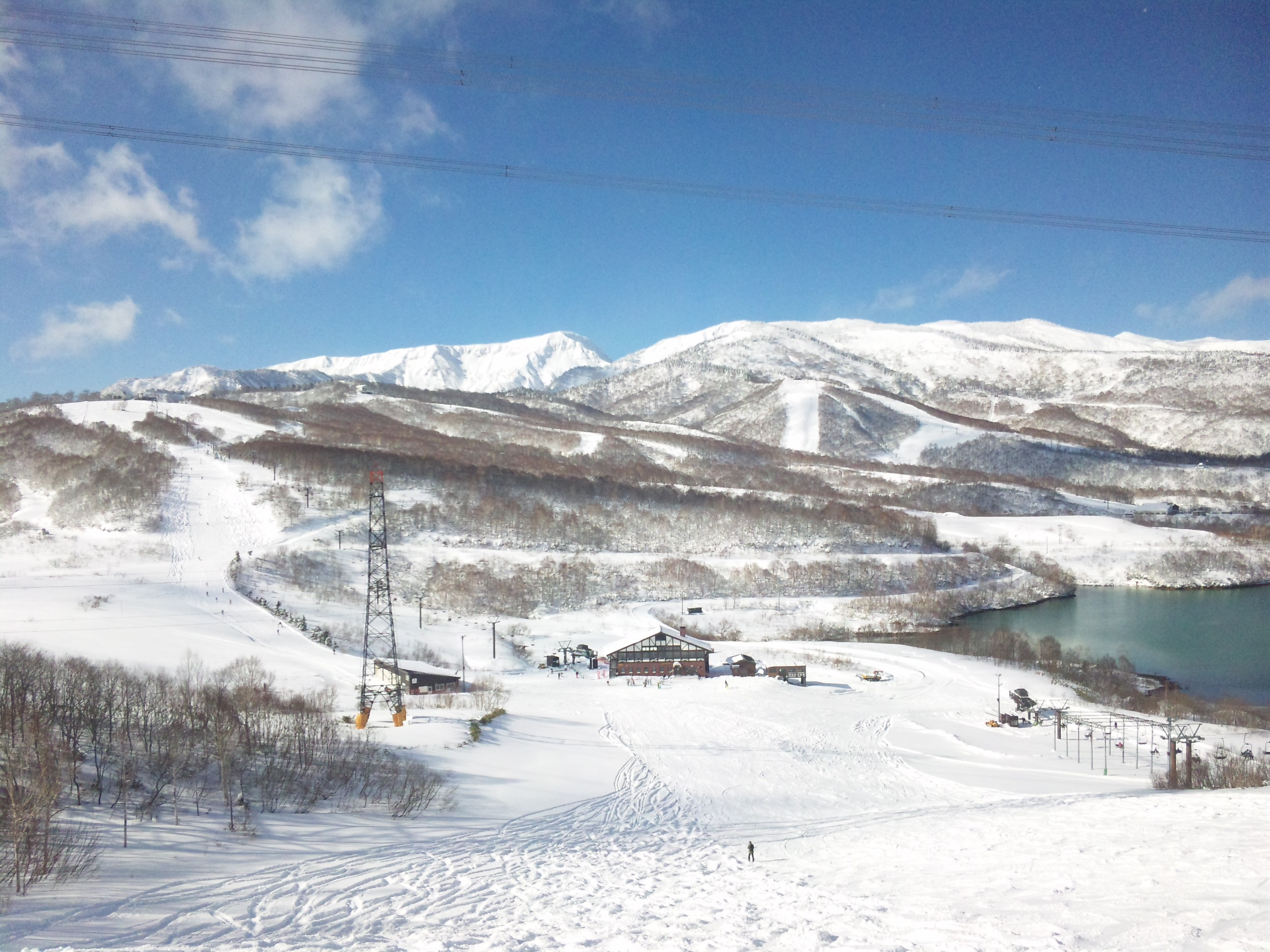
田代スキー場から見た苗場山と神楽ヶ峰
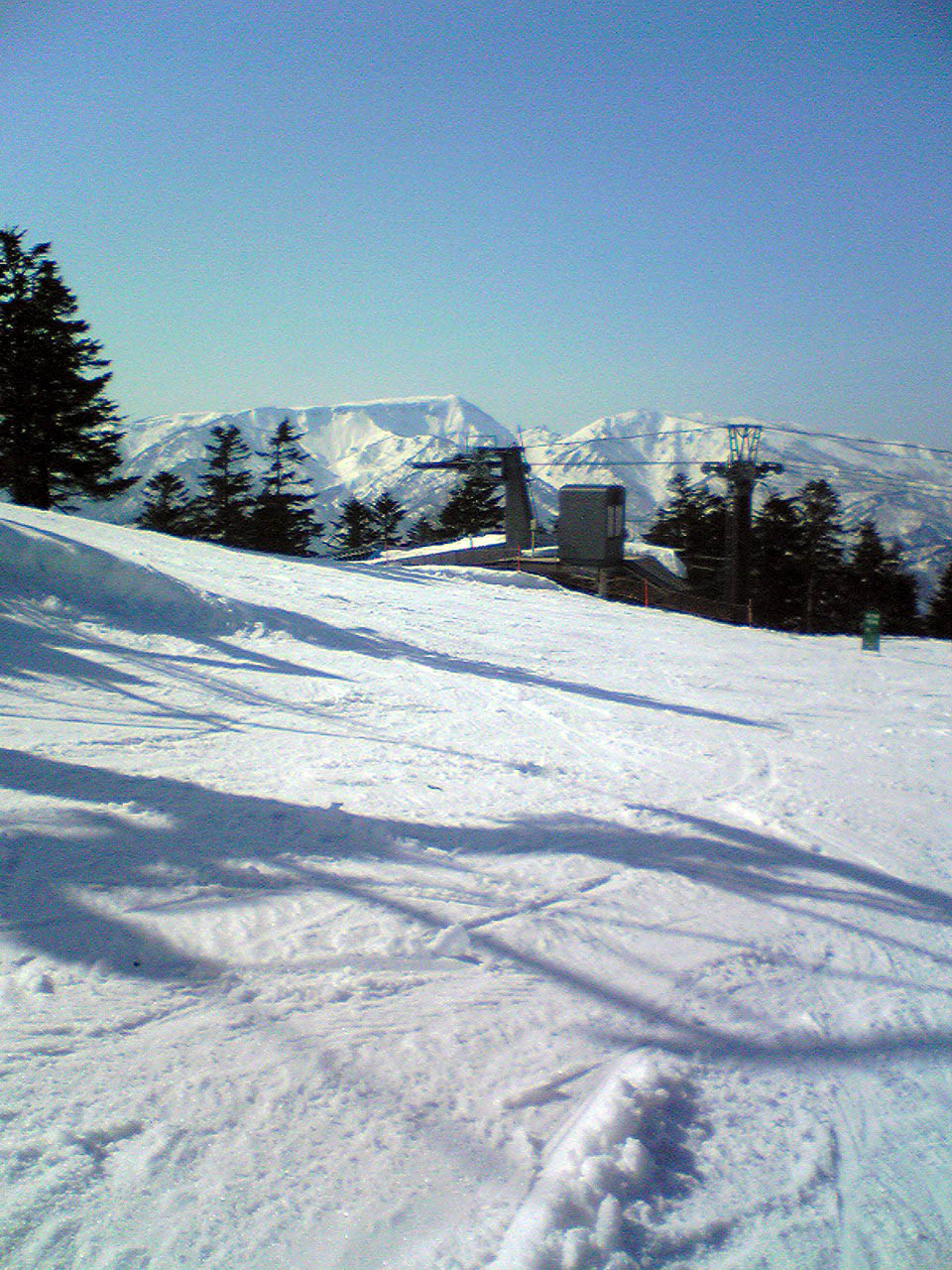
苗場山（左）と神楽ヶ峰（右）苗場スキー場より撮影